# Мезврианткари
Мезврианткари (груз. მეზვრიანთკარი) — село в Грузии, в муниципалитете Душети края Мцхета-Мтианети. 

## География
Село расположено в центральной части края, в 3 километрах по прямой к северу от центра муниципалитета Душети. Высота центра — 880 метров над уровнем моря.

## Население
По данным переписи населения 2014 года, в селе проживало 79 человек.
| Год  | Население | Мужчины | Женщины |
| ---- | --------- | ------- | ------- |
| 2002 | 116       | 58      | 58      |
| 2014 | 79        | 43      | 36      |